# Kuklik

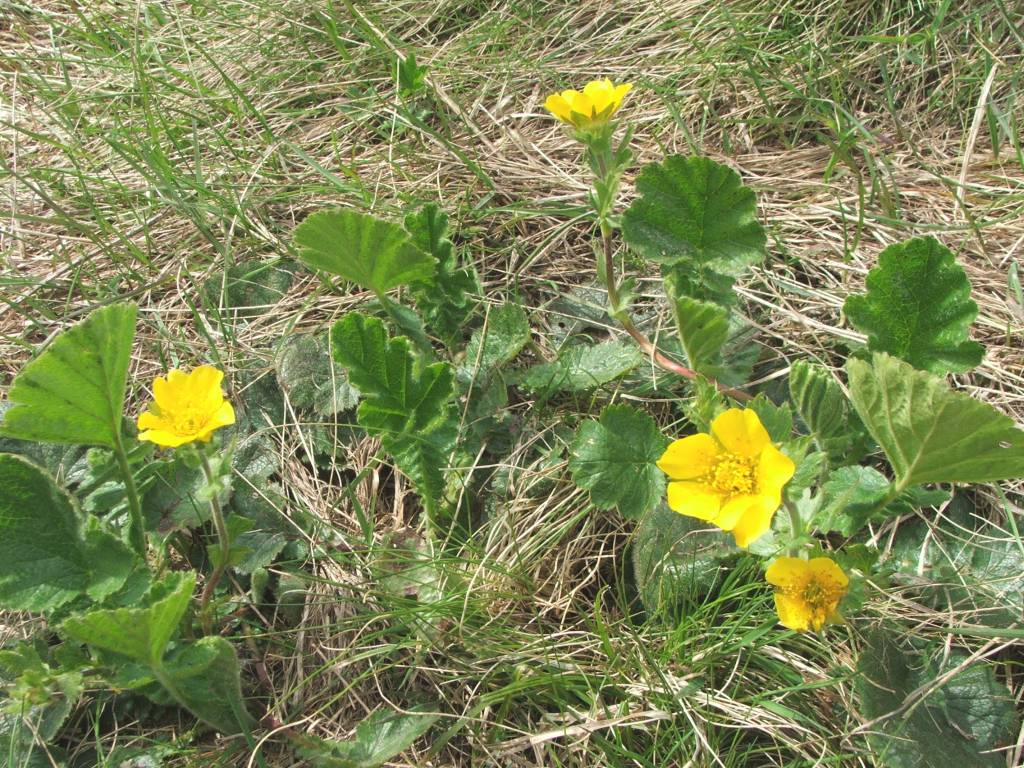
Kuklik górski

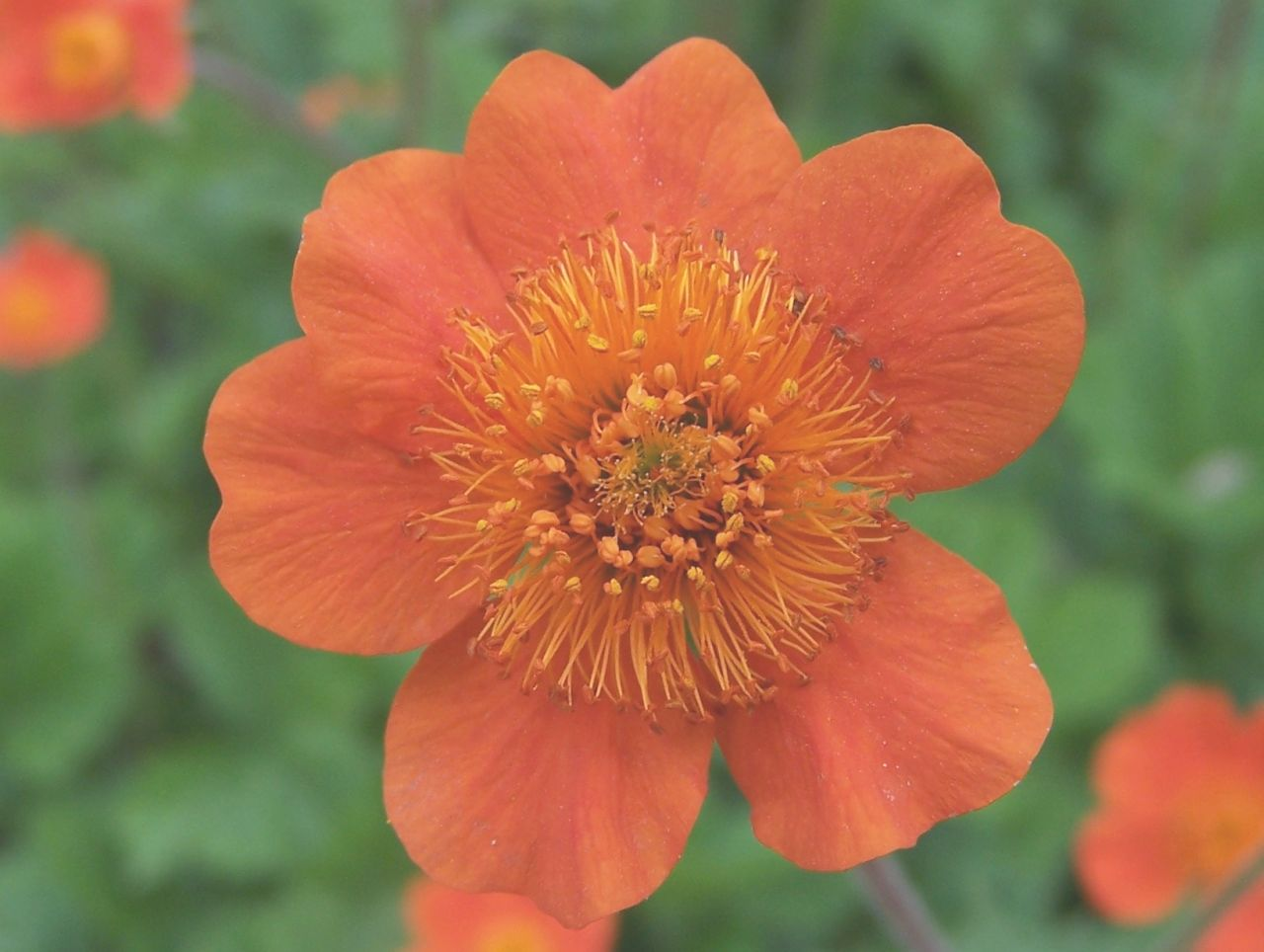
Kwiat kuklika szkarłatnego

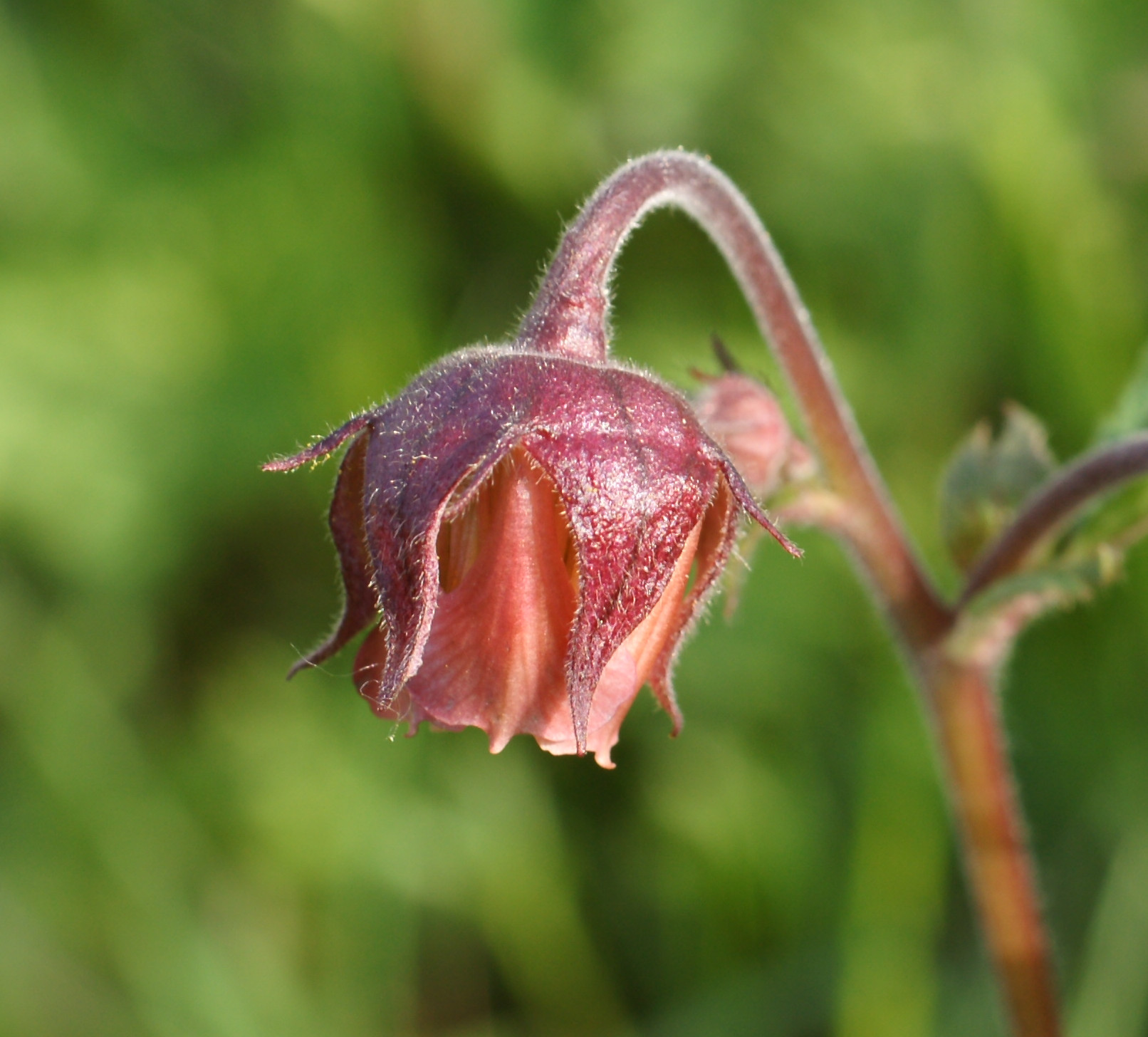
Kuklik zwisły

Kuklik (Geum) – rodzaj roślin kwiatowych z rodziny różowatych. Obejmuje ok. 50 gatunków występujących w umiarkowanych i chłodnych strefach na obydwu półkulach. Rośliny te zasiedlają różne siedliska – łąki górskie, miejsca skaliste, zarośla i lasy. Szereg gatunków uprawianych jest jako rośliny ozdobne. Zarówno w naturze, jak i w hodowli łatwo tworzą mieszańce.

## Rozmieszczenie geograficzne
W Europie występuje 12 gatunków, 6 gatunków rośnie na Nowej Zelandii, pozostałe występują w Himalajach, w północnej Azji oraz na obu kontynentach amerykańskich. W Polsce w stanie dzikim występuje 5 gatunków (wszystkie rodzime):
- kuklik górski Geum montanum L.
- kuklik pospolity Geum urbanum L.
- kuklik rozesłany Geum reptans L.
- kuklik sztywny Geum aleppicum Jacq.
- kuklik zwisły Geum rivale L.

## Morfologia
PokrójZazwyczaj niskie byliny, z liśćmi skupionymi u nasady pędów, czasem z rozłogami. Pędy do 90 cm wysokości.
LiścieSkupione w rozetę przyziemną, poza tym rosną wzdłuż pędu, zwykle mniejsze. Lirowate lub nieregularnie pierzasto podzielone na 3 lub więcej ząbkowanych listków.
KwiatyPięciokrotne, na szczytach pędu, u niektórych gatunków zwieszone. Kielich wsparty podobnym do niego kieliszkiem. Płatki żółte, brązowe, pomarańczowe, rzadziej białe. Płatki nie połączone u nasady, równej długości, na końcach zaokrąglone. Pręciki liczne. Zalążnia górna, utworzona z wielu owocolistków.
OwoceWiele suchych, jednonasiennych niełupek z długimi, trwałymi słupkami i znamionami, czasem haczykowatymi, co ułatwia rozsiewanie przez zwierzęta, czasem wydłużonymi i owłosionymi, co z kolei ułatwia rozsiewanie przez wiatr.

## Systematyka
Rodzaj tradycyjnie raczej wąsko ujmowany. W świetle filogenetycznych badań molekularnych w jego obrębie zagnieżdżonych jest kilka mniejszych rodzajów, tradycyjnie wyodrębnianych (pragnia Waldsteinia, Acomastylis, Novosieversia, Oncostylus, Orthurus, Taihangia, Coluria). W niektórych bazach danych taksonomicznych rodzaj Geum uzupełniany jest o gatunki z wymienionych rodzajów.
Pozycja systematyczna według APweb (aktualizowany system APG IV z 2016)
Rodzaj należący do plemienia Colurieae, podrodziny Rosoideae, rodziny różowatych (Rosaceae Juss.), rzędu różowców, kladu różowych w obrębie okrytonasiennych.
Pozycja systematyczna według systemu Reveala (1993–1999)
Gromada okrytonasienne (Magnoliophyta Cronquist), podgromada Magnoliophytina Frohne & U. Jensen ex Reveal, klasa Rosopsida Batsch, podklasa różowe (Rosidae Takht.), nadrząd Rosanae Takht., rząd różowce (Rosales Perleb), podrząd Rosineae Erchb., rodzina różowate (Rosaceae Juss.), rodzaj kuklik (Geum L.).
Wykaz gatunków
- Geum albiflorum (Hook.f.) Scheutz
- Geum aleppicum Jacq. – kuklik sztywny
- Geum andicola (Phil.) Reiche
- Geum × aurantiacum Fr. ex Scheutz
- Geum boliviense Focke
- Geum brevicarpellatum F.Bolle
- Geum bulgaricum Pančić – kuklik bułgarski
- Geum calthifolium Menzies ex Sm.
- Geum canadense Jacq. – kuklik biały
- Geum capense Thunb.
- Geum × catlingii J.-P.Bernard & R.Gauthier
- Geum coccineum Sm. – kuklik szkarłatny
- Geum cockaynei (F.Bolle) Molloy & C.J.Webb
- Geum × convallis M.P.Wilcox
- Geum × cortlandicum M.Hough
- Geum divergens Cheeseman
- Geum elatum Wall. ex G.Don
- Geum geniculatum Michx.
- Geum glaciale Adams ex Fisch.
- Geum × gonzaloi J.L.Lozano & Serra
- Geum heterocarpum Boiss. – kuklik różnoowockowy
- Geum hispidum Fr.
- Geum × intermedium Ehrh.
- Geum involucratum Juss. ex Pers.
- Geum japonicum Thunb.
- Geum kokanicum Regel & Schmalh.
- Geum laciniatum Murray – kuklik postrzępiony
- Geum latilobum Sommier & Levier
- Geum lechlerianum Schltdl.
- Geum leiospermum Petrie
- Geum × macneillii J.-P.Bernard & R.Gauthier
- Geum macrophyllum Willd. – kuklik wielkolistny
- Geum macrosepalum Ludlow
- Geum magellanicum Comm. ex Pers. – kuklik chilijski
- Geum × meinshausenii Gams
- Geum mexicanum Rydb.
- Geum molle Vis. & Pančić – kuklik miękki
- Geum montanum L. – kuklik górski
- Geum peckii Pursh
- Geum peruvianum Focke
- Geum × pulchrum Fernald
- Geum pusillum Petrie
- Geum pyrenaicum Mill. – kuklik pirenejski
- Geum quellyon Sweet
- Geum radiatum Michx.
- Geum reptans L. – kuklik rozesłany
- Geum rhodopeum Stoj. & Stef.
- Geum riojense F.Bolle
- Geum rivale L. – kuklik zwisły
- Geum rossii (R.Br.) Ser. – kuklik Rossa
- Geum roylei Wall.
- Geum rupestre (T.T.Yu & C.L.Li) Smedmark
- Geum sikkimense Prain
- Geum × spurium C.A.Mey.
- Geum × sudeticum Tausch
- Geum sunhangii D.G.Zhang, T.Deng, Z.Y.Lv & Z.M.Li
- Geum sylvaticum Pourr.
- Geum talbotianum W.M.Curtis
- Geum triflorum Pursh – kuklik trójkwiatowy
- Geum uniflorum Buchanan
- Geum urbanum L. – kuklik pospolity
- Geum vernum (Raf.) Torr. & A.Gray
- Geum virginianum L.